# 長腓骨筋
長腓骨筋（ちょうひこつきん、Peroneus longus muscle）は人間の下肢の筋肉で足関節の底屈・外反を行う。
腓骨頭および腓骨の外側面の上部2/3から起こり、足首の踝の周りを通り第一中足骨に停止する。